# یواس‌اس اس‌سی-۴۴
یواس‌اس اس‌سی-۴۴ (به انگلیسی: USS SC-44) یک زیردریایی بود که طول آن ۱۱۰ فوت (۳۴ متر) بود. این زیردریایی در سال ۱۹۱۸ ساخته شد.